# Milan Kraft
Milan Kraft (* 17. ledna 1980 v Plzni) je bývalý český hokejový útočník.

## Hráčská kariéra
S hokejem začínal v Plzni, kde hrál do svých 18 let, kdy potom přestoupil do zámoří do týmu Prince Albert Raiders (WHL). Tam odehrál 2 sezony a v sezoně 2001/2002, kde si odbyl debut v NHL za Pittsburgh Penguins, měl jenom střídavé starty, a tak byl posílán na farmu Pittsburghu (Wilkes-Barre/Scranton Penguins). Před sezonou 2003/2004 prodloužil smlouvu s Pittsburghem a v sezoně už nastupoval pravidelně za tým a byla to jeho nejlepší sezona v NHL, ale také poslední sezona v této soutěži. Při výluce v NHL se vrátil zpět do vlasti a hned do mateřského klubu Plzeň, kdy v sezoně odehrál za Plzeň 17, zápasů kdy byl pak vyměněn do HC Energie Karlovy Vary za Petra Míku. Za Karlovy Vary odehrál zbytek sezony. Po výluce v NHL se nevrátil do Pittsburghu ani do NHL, ale přestoupil do Superligy do týmu Avangard Omsk, kde podepsal smlouvu na jeden rok a měl jeden z nejvyšších platů v lize. Na novou sezonu byl v ruské superlize zveřejněn platový rozpočet a Omsk si nemohl dovolit jeho služby. Poté, co opustil Omsk , se vrátil do Karlových Varů , kde odehrál 2 sezony. V sezoně 2007/2008 měl zdravotní problémy, nejprve šel na operaci klíční kosti a o pár dnů později šel na operaci ramene. Po operaci ramene si jel léčit rameno do Dominikánské republiky. V sezoně 2007/2008 pomohl Karlovým Varům dostat se do finále Playoff. Na novou sezonu 2008/2009 se upsal Slavii Praha, které pomohl dostat se do finále Playoff a také si v týmu zahrál v lize mistrů. Po nevydařené sezoně byl poslán do Chomutova, kde pomohl vyhrát 1. ligu. Chomutov však tehdy v baráži nepostoupil do Extraligy. V sezóně 2011/2012 s Chomutovem vyhrál 1. ligu a následně postoupil v baráži do Extraligy, kde vyhráli nad klubem BK Mladá Boleslav 4:3 na série. V červenci před sezonou 2013/14 mu trenéři oznámili, že pro něj nemají adekvátní pozici v družstvu, nabídli mu přesun do partnerské Kadaně hrající druhou nejvyšší soutěž. Ale protože jinde už hrát nechtěl, rozhodl se ukončit profesionální hráčskou kariéru.

## Osobní život
Jeho otec Milan Kraft starší byl profesionální hokejista, syn Daniel Kraft taktéž hraje hokej. Po ukončení hokejové kariéry se vrhl na podnikání, nedaleko Plzně v Letkově provozuje rodinný penzion. 

## Prvenství

### NHL
- Debut – 7. října 2000 (Pittsburgh Penguins proti Nashville Predators)
- První gól – 14. října 2000 (New York Rangers proti Pittsburgh Penguins, kanadskému brankáři Kirk McLeanovi) [13].
- První asistence – 3. listopadu 2000 (Pittsburgh Penguins proti Vancouver Canucks)

### ČHL
- Debut - 17. listopadu 1996 (HC Chemopetrol Litvínov proti HC ZKZ Plzeň)
- První asistence - 17. listopadu 1996 (HC Chemopetrol Litvínov proti HC ZKZ Plzeň)
- První gól - 3. října 2004 (HC Lasselsberger Plzeň proti Vsetínská hokejová, českému brankáři Romanu Čechmánkovi)

## Ocenění a úspěchy
- 2000 MSJ – All-Star Tým
- 2000 MSJ – Nejlepší útočník
- 2000 MSJ – Vítězný gól
- 2008 ČHL – Nejtrestanější hráč v playoff
- 2010 1.ČHL – Nejvíce vítězných branek
- 2012 1.ČHL – Nejvíce vítězných branek
- 2012 Postup s týmem Piráti Chomutov do ČHL

## Klubová statistika
| Sezóna       | Klub                           | Soutěž       |     | Základní část | Základní část | Základní část | Základní část | Základní část |    | Play off | Play off | Play off | Play off | Play off |
| Sezóna       | Klub                           | Soutěž       | Z   | G             | A             | B             | TM            | Z             | G  | A        | B        | TM       |          |          |
| 1995–96      | HC ZKZ Plzeň 20                | ČHL-20       | 49  | 54            | 41            | 95            |               | —             | —  | —        | —        | —        |          |          |
| 1996–97      | HC ZKZ Plzeň 18                | ČHL-18       | 1   | 0             | 1             | 1             |               | —             | —  | —        | —        | —        |          |          |
| 1996–97      | HC ZKZ Plzeň 20                | ČHL-20       | 28  | 24            | 11            | 35            |               | —             | —  | —        | —        | —        |          |          |
| 1996–97      | HC ZKZ Plzeň                   | ČHL          | 9   | 0             | 1             | 1             | 2             | —             | —  | —        | —        | —        |          |          |
| 1997–98      | HC Keramika Plzeň 20           | ČHL-20       | 24  | 22            | 21            | 43            | 12            | —             | —  | —        | —        | —        |          |          |
| 1997–98      | HC Keramika Plzeň              | ČHL          | 16  | 0             | 5             | 5             | 0             | —             | —  | —        | —        | —        |          |          |
| 1998–99      | Prince Albert Raiders          | WHL          | 68  | 40            | 46            | 86            | 32            | 14            | 7  | 13       | 20       | 6        |          |          |
| 1999–00      | Prince Albert Raiders          | WHL          | 56  | 34            | 35            | 69            | 42            | 6             | 4  | 1        | 5        | 4        |          |          |
| 2000–01      | Wilkes-Barre/Scranton Penguins | AHL          | 40  | 21            | 23            | 44            | 27            | 14            | 12 | 7        | 19       | 6        |          |          |
| 2000–01      | Pittsburgh Penguins            | NHL          | 42  | 7             | 7             | 14            | 8             | 8             | 0  | 0        | 0        | 2        |          |          |
| 2001–02      | Wilkes-Barre/Scranton Penguins | AHL          | 8   | 4             | 4             | 8             | 10            | —             | —  | —        | —        | —        |          |          |
| 2001–02      | Pittsburgh Penguins            | NHL          | 68  | 8             | 8             | 16            | 16            | —             | —  | —        | —        | —        |          |          |
| 2002–03      | Wilkes-Barre/Scranton Penguins | AHL          | 40  | 13            | 24            | 37            | 28            | 6             | 2  | 4        | 6        | 4        |          |          |
| 2002–03      | Pittsburgh Penguins            | NHL          | 31  | 7             | 5             | 12            | 10            | —             | —  | —        | —        | —        |          |          |
| 2003–04      | Pittsburgh Penguins            | NHL          | 66  | 19            | 21            | 40            | 18            | —             | —  | —        | —        | —        |          |          |
| 2004–05      | HC Lasselsberger Plzeň         | ČHL          | 17  | 2             | 4             | 6             | 6             | —             | —  | —        | —        | —        |          |          |
| 2004–05      | HC Energie Karlovy Vary        | ČHL          | 35  | 9             | 10            | 19            | 20            | —             | —  | —        | —        | —        |          |          |
| 2005–06      | Avangard Omsk                  | RSL          | 29  | 2             | 5             | 7             | 14            | —             | —  | —        | —        | —        |          |          |
| 2005–06      | HC Energie Karlovy Vary        | ČHL          | 19  | 7             | 5             | 12            | 16            | —             | —  | —        | —        | —        |          |          |
| 2006–07      | HC Energie Karlovy Vary        | ČHL          | 25  | 6             | 3             | 9             | 28            | 3             | 0  | 0        | 0        | 6        |          |          |
| 2007–08      | HC Energie Karlovy Vary        | ČHL          | 29  | 8             | 4             | 12            | 37            | 19            | 4  | 1        | 5        | 63       |          |          |
| 2008–09      | HC Slavia Praha                | ČHL          | 21  | 2             | 4             | 6             | 2             | —             | —  | —        | —        | —        |          |          |
| 2009–10      | KLH Chomutov                   | 1.ČHL        | 38  | 15            | 28            | 43            | 36            | 16            | 6  | 13       | 19       | 22       |          |          |
| 2010–11      | KLH Chomutov                   | 1.ČHL        | 34  | 14            | 23            | 37            | 10            | 13            | 5  | 8        | 13       | 12       |          |          |
| 2011–12      | Piráti Chomutov                | 1.ČHL        | 50  | 23            | 33            | 56            | 18            | 19            | 4  | 9        | 13       | 4        |          |          |
| 2012–13      | Piráti Chomutov                | ČHL          | 45  | 9             | 11            | 20            | 12            | —             | —  | —        | —        | —        |          |          |
| Celkem v NHL | Celkem v NHL                   | Celkem v NHL | 207 | 41            | 41            | 82            | 52            | 8             | 0  | 0        | 0        | 2        |          |          |
| Celkem v ČHL | Celkem v ČHL                   | Celkem v ČHL | 216 | 43            | 47            | 90            | 123           | 22            | 4  | 1        | 5        | 69       |          |          |

## Reprezentace
V roce 1998 se stal na juniorském mistrovství Evropy společně s Henrikem Sedinem díky 5 vstřeleným gólům nejlepším střelcem turnaje. Na rozdíl od švédského hokejisty si ale nepřivezl domů žádnou zlatou medaili, protože český reprezentační výběr měl při rovnosti bodů prvních čtyř týmů nejhorší skóre.
Debut v reprezentaci měl 13. dubna 2004 proti Francii v Karlových Varech. Celkem za seniorskou reprezentaci odehrál 9 utkání a vstřelil dvě branky.

### Reprezentační statistika
| Rok                       | Tým                       | Soutěž                    | Z  | G  | A  | B  | TM |
| ------------------------- | ------------------------- | ------------------------- | -- | -- | -- | -- | -- |
| 1997                      | Česko 18                  | ME-18                     | 4  | 0  | 0  | 0  | 0  |
| 1998                      | Česko 18                  | ME-18                     | 6  | 5  | 3  | 8  | 6  |
| 2000                      | Česko 20                  | MSJ                       | 7  | 5  | 7  | 13 | 0  |
| 2004                      | Česko                     | MS                        | 7  | 1  | 1  | 2  | 2  |
| Juniorská kariéra celkově | Juniorská kariéra celkově | Juniorská kariéra celkově | 17 | 10 | 10 | 20 | 6  |
| Seniorská kariéra celkově | Seniorská kariéra celkově | Seniorská kariéra celkově | 7  | 1  | 1  | 2  | 2  |